# Street’s Disciple
Street’s Disciple (englisch für „Schüler“ oder „Jünger“ der Straße) ist ein Doppelalbum des Rappers Nas. Es wurde am 30. November 2004 über das Label Columbia Records veröffentlicht. Für das Albumcover wurden mehrere Fotos von Nas in verschiedenen Positionen digital eingefügt, sodass es symbolisch Das Letzte Abendmahl Jesu und seine Jünger darstellt. Die Singles des Albums sind „Thief's Theme“, „Bridging The Gap“ (mit Nas Vater Olu Dara), und „Just A Moment“ (mit Nas Schützling Quan). Auf dem Track „U.B.R. (Unauthorized Biography of Rakim)“ zollt Nas Respekt und Anerkennung an die Hip-Hop Legende Rakim. „Me & You (Dedicated to Destiny)“ ist für seine Tochter Destiny gewidmet. Street's Disciple wurde am 18. November 2005 mit Platin ausgezeichnet und wurde dadurch zu Nas’ siebtem Platin-Album.
Der Beat von dem Track „The Makings of a Perfect Bitch“ wurde später auch für Kool Savas & Azads „All 4 One“ benutzt, nachdem die beiden von dem Produzenten L.E.S. die europäischen Publishing-Rechte für den Beat gekauft hatten.

## Titelliste

### Disc 1
1. „Intro“
2. „A Message to the Feds, Sincerely, We the People“ (produziert von Chucky Thompson)
3. „Nazareth Savage“ (produziert von Salaam Remi)
4. „American Way“ (feat. Kelis) (produziert von Q-Tip)
5. „These Are Our Heroes“ (produziert von Buckwild)
6. „Disciple“ (produziert von L.E.S)
7. „Sekou Story“ (feat. Scarlett) (produziert von Salaam Remi)
8. „Live Now“ (feat. Scarlett) (produziert von Chucky Thompson)
9. „Rest of My Life“ (produziert von Chucky Thompson)
10. „Just a Moment“ (feat. Quan) (produziert von L.E.S)
11. „Reason“ (produziert von Chucky Thompson)
12. „You Know My Style“ (produziert von Salaam Remi)

### Disc 2
1. „Suicide Bounce“ (feat. Busta Rhymes) (produziert von Nas)
2. „Street's Disciple“ (produziert von Salaam Remi)
3. „U.B.R. (Unauthorized Biography of Rakim)“ (produziert von Nas)
4. „Virgo“ (feat. Ludacris & Doug E. Fresh) (produziert von Salaam Remi)
5. „Remember the Times (Intro)“
6. „Remember the Times“ (produziert von L.E.S)
7. „The Makings of a Perfect Bitch“ (produziert von L.E.S)
8. „Getting Married“ (produziert von Chucky Thompson)
9. „No One Else in the Room“ (produziert von Chucky Thompson)
10. „Bridging the Gap“ (feat. Olu Dara) (produziert von Salaam Remi)
11. „War“ (produziert von Salaam Remi)
12. „Me & You (Dedicated to Destiny)“ (produziert von L.E.S)
13. „Thief's Theme“